# The Tamperer featuring Maya
The Tamperer featuring Maya egy olasz dance együttes volt. Mario Fargetta és Alex Farolfi olasz lemezkiadók, illetve egy amerikai énekesnő, Maya Days alkotta a formációt. Később, Giuliano Saglia és GianLuca Mensi csatlakozott a projekthez. 1998-ban a "Feel It" Európa-szerte sikeres listavezető kislemez lett.

## Történet
1998-ban, az együttes ismert lett debütáló kislemezével, a "Feel It"-tel, ami listavezetővé vált Írországban és az Egyesült Királyságban abban az évben májusban és felkerült a Fabulous című albumukra. Ez a dalt az amerikai Steve Gittelman és Jim Dyke írta, és a Jacksons együttes "Can You Feel It" című számának egy részletét tartalmazta.
Az albumról még két kislemez került ki, az "If You Buy This Record, Your Life Will Be Better" (ez Madonna "Material Girl" című számán alapszik) és a csak Olaszországban megjelent "Step Out". A 2000-es év elején a formáció visszatért a következő és egyben utolsó kislemezével, a "Hammer to the Heart"-tal (az ABBA együttes "Gimme! Gimme! Gimme! (A Man After Midnight)" című számán alapszik). Ez ugyancsak sikeres volt, amivel a csapat a harmadik top 10-es slágerét tudhatta magának az Egyesült Királyságban.
A producerek a Tamperer álnevet más előadók dalainak megalkotásához és remixeihez használták, úgy mint Crystal Waters-éhez.

## Fordítás
- Ez a szócikk részben vagy egészben  a   The Tamperer featuring Maya című angol Wikipédia-szócikk fordításán alapul.  Az eredeti cikk szerkesztőit annak laptörténete sorolja fel. Ez a jelzés csupán a megfogalmazás eredetét és a szerzői jogokat jelzi, nem szolgál a cikkben szereplő információk forrásmegjelöléseként.